# 蘭氏擬雀鯛
蘭氏擬雀鯛，為鱸形目鱸亞目擬雀鯛科的其中一種，為熱帶海水魚，分布於西太平洋印尼、新加坡、馬來西亞及汶萊海域，深度可達20公尺，本魚體延長而側扁，下頷至腹部、尾鰭下葉為黃色，其餘為紫灰色至鐵灰色，背鰭硬棘3枚；背鰭軟條23-24枚；臀鰭硬棘3枚；臀鰭軟條13-14枚，體長可達5.1公分，棲息在珊瑚礁坡，通常單獨或成對活動，生活習性不明。

## 擴展閱讀
維基物種上的相關：蘭氏擬雀鯛